# صموئيل ديكسون
صموئيل ديكسون (بالإنجليزية: Samuel Dickson)‏ هو سياسي أسترالي وبريطاني (وحمل سابقاً جنسية المملكة المتحدة لبريطانيا العظمى وأيرلندا)، ولد في 6 أكتوبر 1866، وتوفي في 29 نوفمبر 1955. حزبياً، نشط في Liberal Union (South Australia) ‏ ( – 16 أكتوبر 1923) وLiberal Federation ‏ (16 أكتوبر 1923 – ). وقد انتخب عضو مجلس النواب جنوب أستراليا من الجمعية عن دائرة Electoral district of Burra Burra ‏ وقد انضم خلال فترته النيابية (9 أبريل 1921 – 4 أبريل 1924) للكتلة البرلمانية Liberal Union (South Australia) ‏.